# Bernhard Dietz
Bernhard Heinrich Dietz (* 1975) ist ein deutscher Historiker. Er ist Privatdozent und Akademischer Oberrat am Historischen Seminar der Johannes Gutenberg-Universität Mainz.

## Beruflicher Werdegang
Bernhard Dietz studierte Geschichte, Germanistik und Volkswirtschaft an der Johannes Gutenberg-Universität Mainz und an der Humboldt-Universität zu Berlin sowie European Studies an der University of Sussex in Brighton. Nach seinem Magister-Abschluss in Berlin im Jahr 2005 lebte und arbeitete er vier Jahre lang in London und war Promotionsstipendiat des DAAD sowie des Deutschen Historischen Instituts London. Im Jahr 2010 wurde er bei Heinrich August Winkler an der HU Berlin mit einer Arbeit zu den „Neo-Tories“, einer Gruppe radikaler Konservativer im Großbritannien der Zwischenkriegszeit, promoviert. Die Arbeit wurde im Jahr 2012 mit dem Dissertationspreis des Arbeitskreises Deutsche England-Forschung und 2016 mit dem Übersetzungspreis des Gutenberg-Nachwuchskollegs an der Universität Mainz ausgezeichnet. 2018 erschien das Buch in englischer Übersetzung.
Seit Februar 2010 ist Bernhard Dietz an der Johannes Gutenberg-Universität Mainz tätig, zunächst als wissenschaftlicher Mitarbeiter im DFG-Projekt „Werte und Wertewandel in den Führungsetagen der deutschen Wirtschaft“, seit 2020 als Akademischer Rat bzw. seit 2023 als Akademischer Oberrat. Daneben war er 2012 Visiting Lecturer an der University of Glasgow und 2016/2017 als Stipendiat der Volkswagen-Stiftung Research Fellow an der Georgetown University und am Deutschen Historischen Institut in Washington, D.C. Im Sommersemester 2018 sowie erneut von November 2020 bis Juli 2022 vertrat er den Lehrstuhl von Andreas Rödder für Neueste Geschichte an der Universität Mainz.
Im Jahr 2019 habilitierte sich Bernhard Dietz in Mainz. Seine Habilitationsschrift erschien 2020 unter dem Titel Der Aufstieg der Manager. Wertewandel in den Führungsetagen der westdeutschen Wirtschaft 1949–1989.

## Mitgliedschaften
Bernhard Dietz ist Mitglied im Verband der Historiker und Historikerinnen Deutschlands und im Arbeitskreis für kritische Unternehmens- und Industriegeschichte sowie Alumnus der Young Königswinter Konferenz der Deutsch-Britischen Gesellschaft. Von 2016 bis 2022 war er zudem Erster Vorsitzender des Arbeitskreises Großbritannien-Forschung (AGF, bis 2017 Arbeitskreis Deutsche England-Forschung, ADEF). Als solcher gab er im Kontext des Brexit in unregelmäßigen Abständen Radio-Interviews zur britischen Politik und Geschichte.

## Publikationen (Auswahl)

### Monographien
- Der Aufstieg der Manager. Wertewandel in den Führungsetagen der westdeutschen Wirtschaft 1949–1989. De Gruyter Oldenbourg, Berlin/Boston 2020.
- Neo-Tories. British Conservatives in rebellion against democracy and political modernity, 1929–39. Bloomsbury, London 2018.
- Neo-Tories. Britische Konservative im Aufstand gegen Demokratie und politische Moderne (1929–39). Oldenbourg, München 2012.

### Herausgeberschaften
- Journal of Modern European History, Heft 1/2017: Radical Conservatism in Europe in a Transnational Perspective, 1918–1939.
- mit Jörg Neuheiser: Wertewandel in Wirtschaft und Arbeitswelt? Arbeit, Leistung und Führung in den 1970er und 1980er Jahren in der Bundesrepublik Deutschland. Oldenbourg, München 2016.
- mit Christopher Neumaier und Andreas Rödder: Gab es den Wertewandel? Neue Forschungen zum gesellschaftlich-kulturellen Wandel seit den 1960er Jahren. Oldenbourg, München 2014.

### Aufsätze
- Von der Humanisierung zur Flexibilisierung der Arbeit. Der „Wertewandel“ in der Wirtschaft der 1980er-Jahre am Beispiel von BMW. In: Nina Kleinöder, Stefan Müller, Karsten Uhl (Hrsg.): „Humanisierung der Arbeit“. Aufbrüche und Konflikte in der rationalisierten Arbeitswelt. transcript, Bielefeld 2019, S. 185–211.
- Weniger Autorität wagen. „1968“ und der Wandel von Führungskonzepten in der westdeutschen Wirtschaft. In: Mittelweg 36. Zeitschrift des Hamburger Instituts für Sozialforschung 27 (2018), Heft 6, S. 43–64.
- The Neo-Tories and Europe: A Transnational History of British Radical Conservatism in the 1930s. In: Journal of Modern European History, Heft 1/2017, S. 85–108.
- Mythos „Generation Y“. Wertewandel in der digitalen Moderne? In: Bernhard Dietz, Dominik H. Enste, Theresa Eyerund: Mythos Generation Y? Eine historische und institutionenökonomische Perspektive (= Roman Herzog Institut: Diskussion. Nr. 28). München 2016.
- mit Christopher Neumaier: Vom Nutzen der Sozialwissenschaften für die Zeitgeschichte. Werte und Wertewandel als Gegenstand historischer Forschung. In: Vierteljahrshefte für Zeitgeschichte 60 (2012), S. 293–304.
- Gab es eine „Konservative Revolution“ in Großbritannien? Rechtsintellektuelle am Rande der Konservativen Partei 1929–1933. In: Vierteljahrshefte für Zeitgeschichte 54 (2006), S. 607–638.